# 蘇拉比·文迪沙舒維尼
蘇拉比·文迪沙舒維尼（英語：Zurab Menteshashvili，1980年1月30日—），格魯吉亞足球運動員，司職中場。

## 獎項
- 拉脫維亞聯賽冠军 (8) - 1999, 2000, 2001, 2002, 2003, 2004, 2007, 2008.
- 以色列国家杯冠军 2010
- 以色列足球超级联赛冠军 2010

## 連結
- 蘇拉比·文迪沙舒維尼 – FIFA國際賽競賽紀錄 (存檔)
- 蘇拉比·文迪沙舒維尼在National-Football-Teams.com的資料